# هاري بوتر وكأس النار (فلم)
هاري بوتر وكأس النار (بالإنجليزية: Harry Potter and the Goblet of Fire)، وهو فلم خيالي أنتج في 2005 مبني على الرواية التي تحمل نفس الاسم للمؤلفة ج. ك. رولنغ، وهي الجزء الرابع في سلسلة هاري بوتر.
بعد خمسة أيام من إصداره، حقق الفلم أكثر من 102 مليون دولار أمريكي في شباك التذاكر في أمريكا الشمالية، وهو ثالث أعلى إيرادات في نهاية الأسبوع الأول لفلم في سلسلة أفلام هاري بوتر بعد هاري بوتر والمقدسات المميتة - الجزء الأول والجزء الثاني. استمتع فلم كأس النار بنجاح كبير في شباك التذاكر، حيث حصل على 896 مليون دولار في جميع أنحاء العالم، مما جعله الفلم الأكثر ربحًا لعام 2005 والفلم الثامن الأعلى أرباحًا على الإطلاق في ذلك الوقت وسادس أعلى أرباح فلم في سلسلة هاري بوتر.
تم ترشيح الفلم لجائزة الأوسكار لأفضل إخراج فني، وفاز بجائزة بافتا لأفضل تصميم للإنتاج. وهو الفلم الثاني في السلسلة الذي صدر في شاشات عرض آيماكس. والفلم هو واحد من أفضل الأفلام التي تم عملها ضمن هذه السلسلة، حيث تمت الإشادة به على بسبب المستوى العالي من النضج والرقي لشخصياتها، والسيناريو، وأداء الممثلين الرئيسيين.

## القصة
تبدأ القصة في منزل آل ويزلي على غير العادة، حيث يحلم هاري بفولدمورت وهو في منزل آل ريدل، وبعد ذلك يتوجه مع آل ويزلي وهيرموني لمشاهده بطولة كأس العالم للكويدتش ويلتقون بسيدريك ديجوري، وبعد المباراة تأتي مجموعة يقودها آكلي الموت مقنعين يلقوا اللعنات على العامة ثم قام أحدهم باظهار علامة الظلام.
تبدأ السنة الرابعة لهاري في هوغورتس ويعلم أن المدرسة تستضيف هذه المرة مسابقة السحرة الثلاثية «كأس النار»، والمسموح فقط بثلاثة سحرة من ثلاث مدارس واعمارهم 17 عشرة سنة المشاركة، وأثناء أستخراج أسماء المشاركين «سيدريك ديجوري» وفلورا ديلاكور وفيكتور كرام، وجدوا أيضاء اسم هاري بوتر واتهموه بأنه غش، ولكنه لم يكن قد وضع اسمه في كأس النار.
وفي مسابقة السحرة الثلاثية، قام هاري بمواجة التنين والحوريات والوحوش التي في المتاهة وفي نهاية المتاهة قابل سيدرك ديجوري وتسابق كل منهما لكي يمسك بالكاس واتفقا على أن يمسكاه في وقت واحد ولكن الكاس كان اداة انتقال وأصبحا في مقبرة آل ريدل وفي النهاية التقيا مع لورد فولدموت الذي كان في جسد طفل ليعينه على السفر، وأمر ورمييتل بقتل سيدرك ديجوري وبمساعدة خادمه المطيع عاد فولدمورت الي جسدة بعد ثلاثة عشر عاما من هزيمتة امام الرضيع هاري عن طريق لحم الخادم وعضمة الأب ودم العدو «هاري».
عاد اللورد فولدمورت وقام بمنازلة هاري واطلق تعويذة افادرا كدافرا القاتلة ولكن هاري أطلق تعويذة إكسبالريومس تجريد السلاح هو الآخر فالتقاء شعاعا العصتان وشاهد هاري أبواه وسيدرك ديجوري اشباحا وطلب سيدرك من هاري أن ياخذ جسده لأباه وبعد أن حمل هاري جسم سيدريك قام بالقاء تعويذة الاستدعاء فاستدعى الكاس ونقل إلى هوجورتس واخبر دمبلدور عن عودة فولدموت وبعد ذلك كشفت الحقائق أن ماد آي هو بارتي كراوتش الابن وهو من وضع اسم هاري بوتر في كأس النار وساعده للوصول لـ«كأس النار» وقد وضع اسم هاري في الكاس.

## طاقم الفلم
دانيال رادكليف في دور هاري بوتر، وهو يتيم يبلغ من العمر 14 عامًا، يقيم عند عمته وعمه الذي لا يرحم، مشهور بسبب أنه نجا من محاولة قتل على يد الساحر المظلم لورد فولدمورت عندما كان رضيعا، لكن نجح فولدمورت في قتل أبويه، وهو طالب في مدرسة هوجورتس للسحر.
روبرت جرينت في دور رون ويزلي، أفضل صديق لهاري في هوجورتس.
إيما واتسون في دور هيرمايوني جرانجر، وصديقة هاري المفضلة.
توم فيلتون في دراكو مالفوي، عدو الثلاثي.
روبي كالترون في دور روبياس هاجريد، وهو نصف عملاق وحارس في هوجورتس.
ريتشارد غريفيث في دور فيرنون دورسلي، عم هاري (غير السحري).
مايكل جامبون في دور ألباس دمبلدور، مدير مدرسة هوجوورتس وأحد أعظم السحرة في هذا العصر. تولى غامبون الدور بعد وفاة ريتشارد هاريس، الذي لعب دور دمبلدور في أول فلمين، في 25 أكتوبر 2002، أي قبل 3 أسابيع من إطلاق الفلم الثاني. على الرغم من مرضه، كان هاريس مصمما على تصوير الجزء الخاص به، وقال لزميله ديفيد هيمان ألا يقوم بإيجاد بديل له.
غاري أولدمان في دور سيريوس بلاك، عراب هاري السيئ السمعة، الذي هري من سجن أزكابان السحري بعد أن قضى 12 عامًا هناك لكونه متهماً زوراً بأنه آكل الموت الذي خان والدا هاري إلى فولدمورت.
ديفيد ثيوليس في دور ريموس لوبين المستذئب صديق والد هاري بوتر واستاذه السابق في المدرسة.
جون هورت في دور اوليفاندر، صاحب محل اوليفاندرز، وهو صانع للعصي السحرية الذي يحظى بتقدير كبير.
آلان ريكمان مثل سيفيروس سناب، أستاذ مادة الوصفات السحرية ورئيس منزل سليذرين.
إيما طومسون في دور سايبيل تريلاوني.
فيونا شو في دور عمة هاري.
ماجي سميث في دور مينيرفا ماكغوناجال، نائبة مديرة المدرسة، رئيسة منزل جريفندور ومدرّسة التحول في هوجورتس.
جولي والترز كما مولي ويزلي، أم رون.
جايسون إيزاكس كما لوسيوس مالفوي

## الإنتاج

### الموسيقي
جون ويليامز لم يعد للتأليف الموسيقي في هذا الفلم نظرا لكونه مشغولا.قام باتريك دويل بتأليف الموسيقي بدلا منه.